# عمارة كييف روس
دولة كييف روس في القرون الوسطى هي اتحاد لأجزاء ما يطلق عليه الآن أوكرانيا، روسيا، بيلاروس، وكان مركزها في كييف ونوفغورود. وقد كوّن طرازها المعماري نفسه بسرعة بعد اعتماد المسيحية سنة 988 حيث كان هذا بسبب تأثره بشدة بالعمارة البيزنطية. بعد تفكك كييف روس عقب الغزو المغولي في النصف الأول من القرن الثالث عشر استمر الطراز المعماري في إمارات نوفغورود، فلاديمير-سوزدال، غاليسيا-فولين وفي نهاية المطاف كان تأثيره مباشر على عمارات روسيا و أوكرانيا وبيلاروس ولاحقا بلغاريا.

## عمارة الكنائس

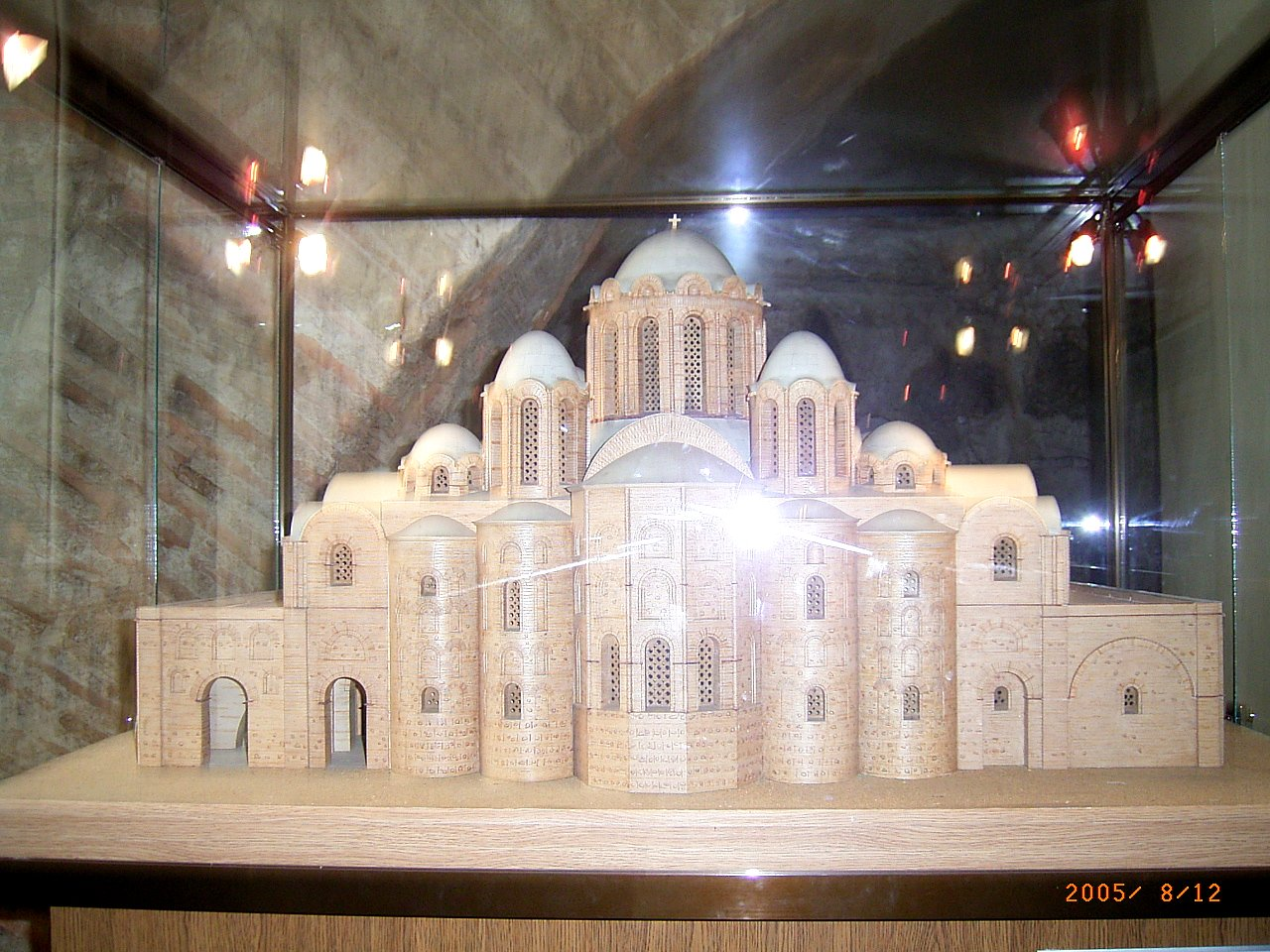
قبل إعادة الاعمار في القرن الثامن عشر، كانت كنسية سانت صوفيا في كييف مثالًا رئيسيًا ونموذجًا لجميع الكنائس في كييف روس

بنيت الكنائس الكبيرة في كييف روس بعد اعتماد المسيحية عام 988، حيث أصبحت الأمثلة الأولى على العمارة الصرحية في أراضي السلاف الشرقيين. الكنائس الأرثوذكسية الشرقية الأولى صنعت أساسا من الخشب بأبسط شكل للكنيسة، وأصبحت نواة للكنائس فيما بعد، وكثيرًا ما كانت الكاتدرائيات الرئيسية تضم عشرات القباب الصغيرة، مما دفع بعض المؤرخين الفنيين إلى أخذ هذا كدليل على ما ينبغي أن تبدو عليه المعابد الوثنية السلافية.
كانت كنيسة Tithes العائدة إلى القرن العاشر في كييف أول مبنى ديني مصنوع من الحجارة، وتم تشييد الكنائس الأولى في كييف وتزيينها بلوحات جدارية جصّية وفسيفساء من قبل فنانين بيزنطيين.

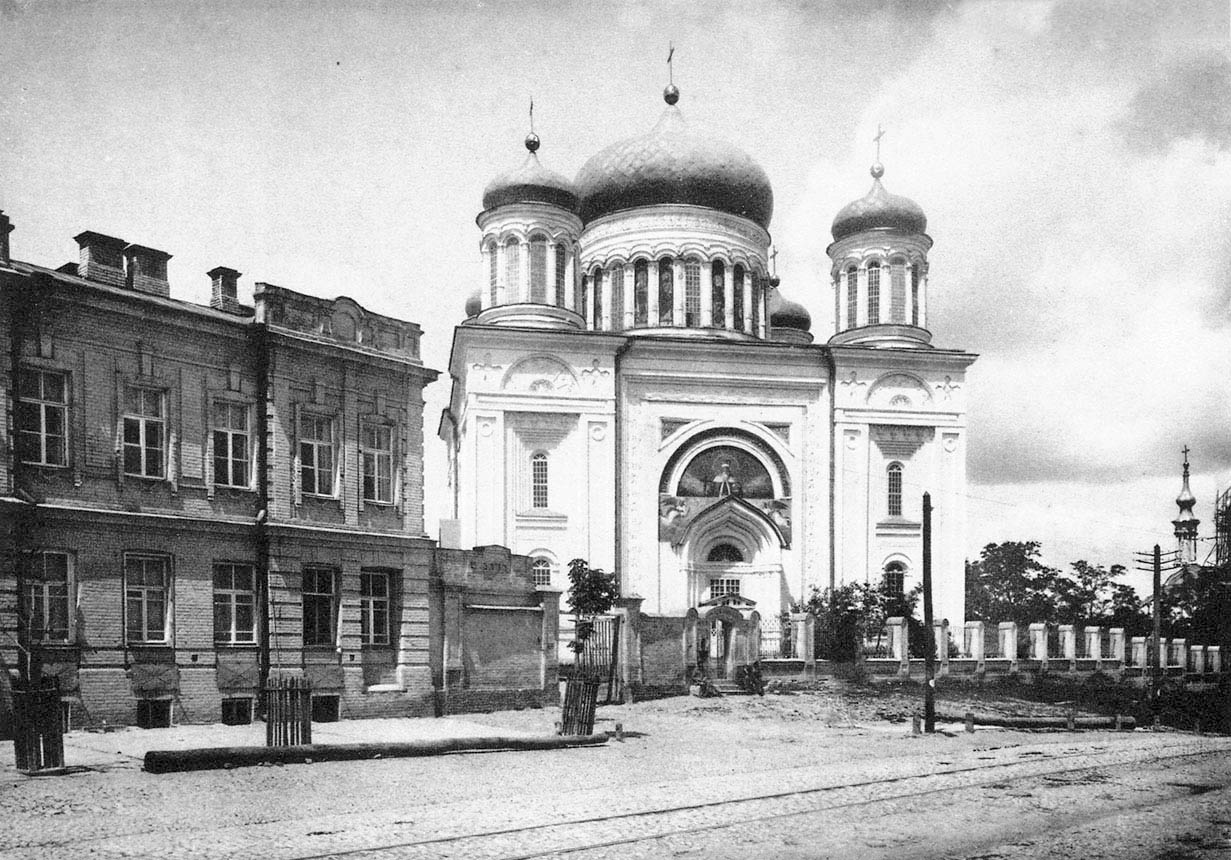
كنيسة العشور في كييف، الإمبراطورية الروسية

## روابط خارجية
- Directory of Orthodox Architecture in Russia - photogallery of church architecture (بالروسية)